# Rivers Keith Hicks
Rivers Keith Hicks (* 1878 in London; † 27. März 1964 in Toronto) war ein kanadischer Romanist und Fremdsprachendidaktiker britischer Herkunft.

## Leben
Hicks, dessen Vater Kaufmann der Ostindienkompanie war, besuchte die Cranleigh School, studierte Mathematik am Emmanuel College (Cambridge), schloss mit dem Tripos (Cambridge) ab und unterrichtete einige Jahre an englischen Schulen. 1907 ging er nach Kanada und unterrichtete am Upper Canada College in Toronto. Von 1911 bis 1912 studierte er an der Harvard University und erwarb den Mastergrad. 
1913 heiratete er Marjorie Ogilvy Edgar, die Tochter des Politikers und Parlamentspräsidenten James David Edgar (1841–1899), und wirkte als Instructor in Harvard und am Dartmouth College. Er wurde 1916 Associate Professor für Französisch an der Queen’s University (Kingston) und war von 1927 bis zu seiner Emeritierung 1953 Professor für Französisch am Trinity College der University of Toronto (ab 1949 auch Dekan).
Hicks gehörte ab 1925 zum Canadian Committee on Modern Languages, das zwei Bände Modern language instruction in Canada (Toronto 1928) herausbrachte. Im Rahmen der aufkommenden Worthäufigkeitsforschung entwickelte er zusammen mit Harry Egerton Ford eine Methode des Fremdsprachenlernens über das Lesen von Texten, deren Wortschatz (mit Hilfe von Henmon 1924 und Vander Beke 1929) so bearbeitet ist, dass sie für das Verstehen lediglich die Kenntnis des Grundwortschatzes voraussetzen.

## Werke
- (Übersetzer) Marc Lescarbot, Le Théâtre de Neptune, in: Queen’s Quarterly 34, 1926, S. 215–223; Lower Granville 1949.
- (mit Harry Egerton Ford) A new French reader, New York 1930 (zahlreiche Auflagen)
- (Hrsg. mit Harry Egerton Ford) Prosper Mérimée, Colomba, London 1932 (umgeschrieben in “Français facile”, 1000 Wörter).
- (mit Harry Egerton Ford) The reading approach to French based on the French wordbook and the recommendations of the American & Canadian committees on modern language, London 1933.
- (Hrsg. mit Harry Egerton Ford) Valentine Bonhoure’s Le Trésor de Châteauvieux, reduced to a vocabulary of 1200 words, London 1935.